# Валенса (Португалія)
Вале́нса, або Вале́нса-ду-Мі́ню (порт. Valença; МФА: [vɐ.ˈɫẽ.sɐ]) — муніципалітет і місто в Португалії, в окрузі Віана-ду-Каштелу. Розташований у північній частині країни, на теренах історичної португальської провінції Дору-Міню. Належить до Віано-Каштельської діоцезії Католицької церкви в Португалії. Права міського самоврядування має з 1217 року. Поділяється на 11 парафій. За адміністративним поділом, чинним до 1976 року, був складовою провінції Міню. Площа муніципалітету — 117,13 км², населення муніципалітету — 14127 ос. (2011); густота населення — 120,61 осіб/км²
. Патрон — святий Теотоній. Святковий день муніципалітету — 18 лютого. Поштовий індекс — 4930.  Код місцевої адміністративної одиниці — 1608. Складова статистичного регіону Північ.

## Географія
Валенса розташована на північному заході Португалії, на півночі округу Віана-ду-Каштелу, на португальсько-іспанському кордоні.
Місто розташоване за 41 км на північний схід від міста Віана-ду-Каштелу на лівому березі річки Міню.
Валенса межує на північному заході й півночі з Іспанією, на сході — з муніципалітетом Монсан, на півдні — з муніципалітетом Паредеш-де-Кора, на заході — з муніципалітетом Віла-Нова-де-Сервейра.

## Історія
1217 року португальський король Афонсу II надав Валенсі форал, яким визнав за поселенням статус містечка та муніципальні самоврядні права.

## Населення
| Кількість мешканців | Кількість мешканців | Кількість мешканців | Кількість мешканців | Кількість мешканців | Кількість мешканців | Кількість мешканців | Кількість мешканців | Кількість мешканців | Кількість мешканців | Кількість мешканців | Кількість мешканців | Кількість мешканців | Кількість мешканців | Кількість мешканців |
| ------------------- | ------------------- | ------------------- | ------------------- | ------------------- | ------------------- | ------------------- | ------------------- | ------------------- | ------------------- | ------------------- | ------------------- | ------------------- | ------------------- | ------------------- |
| 1864                | 1878                | 1890                | 1900                | 1911                | 1920                | 1930                | 1940                | 1950                | 1960                | 1970                | 1981                | 1991                | 2001                | 2011                |
| 14 810              | 15 312              | 14 462              | 15 265              | 15 483              | 15 249              | 16 034              | 16 903              | 17 139              | 16 237              | 12 850              | 13 948              | 14 815              | 14 187              | 14 127              |

## Транспорт
Залізнична станція. Автостради E3, N101.

## Парафії
1. Аран
2. Бойван
3. Сердан
4. Кріштелу-Кову
5. Фонтора
6. Фріешташ
7. Гандра
8. Ганф
9. Гондоміл
10. Санфінш
11. Сілва
12. Сан-Жуліано
13. Сан-Педру-да-Торре
14. Тайана
15. Валенса
16. Вердоежу